# Marc Dysli
Marc Dysli (* 11. Dezember 1981) ist ein ehemaliger Schweizer Unihockeyspieler. Er war bis 2012 Nationalspieler und spielte bei den Unihockey Tigers in der Position eines Verteidigers. 2013 beendete er seine Karriere als Spieler und ist seither Sportchef bei den Unihockey Tigers.

## Karriere

### Als Spieler

#### Verein
Begonnen hat Dysli seine Karriere beim UHC Bümpliz-Oberwangen. 1998 wechselte er zu Floorball Köniz in die NLB und ein Jahr später schliesslich in die höchste Liga der Schweiz zu Unihockey Zäziwil-Gauchern. Auf die Saison 2002/2003 hin wechselte Dysli zum UHC Alligator Malans in den Kanton Graubünden. Nach zwei Saisons wurde der Nationalspieler von Urban Karlsson, der ihn als Schweizer Nationaltrainer bereits kannte, in die schwedische Eliteserie zum IBK Dalen geholt. Dort blieb der Schweizer Internationale dann fünf Jahre lang, bevor er 2009 zurück in die Schweiz wechselte zum Nachfolgeverein von Zäziwil-Gauchern, den Unihockey Tigers, wo er bis zu seinem Karriereende 2012 spielte.

#### Nationalmannschaft
Von 2000 bis 2012 gehörte Dysli auch der Schweizer Nationalmannschaft an, für die er 122 Länderspiele absolvierte und dabei 14 Tore und 21 Assists erzielte. Damit ist er nach Matthias Hofbauer und Michael Zürcher der Spieler mit den drittmeisten Einsätzen in der Nationalmannschaft (Stand 2016). Er nahm dabei an allen Weltmeisterschaften zwischen 2004 und 2012 teil, vor der WM 2002 fiel er aufgrund eines Kreuzbandrisses im Dezember 2001 mehrere Monate aus und konnte nicht teilnehmen.
Nach Ende der Heim-WM 2012 hat er seinen Rücktritt aus dem Nationalkader bekanntgegeben und drei Monate später auch seinen Rücktritt als Spieler. 

### Als Sportchef
Seit Sommer 2013 ist er Sportchef bei den Unihockey Tigers.